# Комаровский, Абрам Семёнович
Абрам Семёнович Комаровский (6 декабря 1865, Одесса, Херсонская губерния — 25 мая 1956, Одесса) — украинский и российский химик, лауреат Сталинской премии 1952 года, исследователь редкоземельных металлов.

## Биография
А. С. Комаровский родился 6 декабря 1865 года в Одессе.
Учился в Московском университете, в 1888 году был исключён из него.
С 1892 года работал в Цюрихском политехническом институте в Лунге, и в Бернском университете — у Ганча, Костанецкого, Ф. П. Тредвелла.
В Бернском университете в 1893 году защитил докторскую диссертацию «О бензорезорцине».
С 1897 года работал в Одесской центральной лаборатории министерства финансов Российской империи, проводил аналитический контроль в спиртовой и винодельческой промышленности. Им была разработана реакция ароматических альдегидов с высшими спиртами — реакция Комаровского.
В течение 1918—1931 годов — доцент Одесского университета, профессор Одесского института народного образования, профессор Одесского химико-фармацевтического института. Его учениками были И. М. Коренман, В. А. Назаренко, Н. С. Полуэктов, В. Т. Чуйко.
С 1931 года работал в Физико-химическом институте, разработав реакции редких элементов с органическими реактивами — хромотропом 2И, n-нитробензолорсином и др. Занимался поисками сырьевой базы для отечественной промышленности редких металлов, технологиями их выделения и применения. Работал с минералами лепидолитом, поллуцитом, сподуменом — в 1930-х годах производство солей Li, Rb, Cs проводилось только в этом институте.
Умер 25 мая 1956 года в Одессе.

## Научная деятельность
В 1930-х годах он проводил серию экспериментов по извлечению редкоземельных металлов из минералов ловчарита, монацита и хибинских апатитов. В это же время начал работы по разработке технологий получения соединений ванадия, курировал работы Г. К. Борескова по ванадиевым катализаторам.
После Второй мировой войны занимался выделением и разделением редкоземельных материалов из монацитов.
Входил в состав Международной комиссии по проверке новых аналитических реакций и реактивов.
В 1938 году вышел в свет его труд «Tables of Reagents for Inorganic Analysis».
В коллективе наладил производство 60 чистых соединений лантанидов и иттрия. Занимался получением люминофоров, активированных европием, и оптических материалов различного назначения.
В 1950 году вышла в свет его работа «Реакции и реактивы для качественного анализа неорганических соединений».
Занимался исследованиями технологий выделения и разделения циркония и гафния, в 1951 году коллективу удалось добыть 150 граммов ZrO2 с содержанием 0,2 % HfO2, а в 1953 году — 20 гр HfO2 99,75 %. Укргіредмет в 1950-х годах в СССР был производителем металлического 0,5 % гафния и чистого ZrO2 с 0,05 % примеси HfO2.
В послевоенные годы продолжились работы по технологиям V2O5, люминофоров, извлечения ванадия из зол мазутных ТЭС.

## Награды
В 1948 году завершил работы по надсмольным водам коксохимии и аргиллитам, обосновал технологии извлечения и очистки соединений германия и в 1952 году получил Сталинскую премию.